# Yunnanozoon lividum
Yunnanozoon lividum è un sospetto cordato o emicordato, il più antico conosciuto, del genere Yunnanozoon, nota da campioni fossili del Cambriano inferiore reperiti per la maggior parte nella zona di Chengjiang biota nella provincia dello Yunnan della Cina.

## Descrizione
Yunnanozoon è simile allo Haikouella, che è quasi sicuramente un cordato. Vi sono comunque alcune differenze tra le due specie, in particolare uno stomaco più piccolo. Dagli esemplari ritrovati pare inoltre che, a differenza dello Haikouella, non possegga cuore, branchie, ecc. È simile in qualche modo al Pikaia del Cambriano medio, reperito nella Columbia Britannica in Canada.
In uno studio pubblicato su Science nel luglio 2022, ricercatori dell'Accademia cinese delle scienze hanno analizzato 127 nuovi fossili;  esaminando in particolare gli archi faringei con diverse tecniche di imaging, hanno trovato parti cartilaginee, una caratteristica specifica dei vertebrati. Secondo i ricercatori cinesi, queste osservazioni supportano l'ipotesi che gli Yunnanozoi siano alla base dell'albero filogenetico dei vertebrati. Siano, cioè, i più antichi vertebrati conosciuti.